# Tender Prey
Tender Prey es el quinto álbum de estudio del grupo australiano Nick Cave and the Bad Seeds, publicado por la compañía discográfica Mute Records en septiembre de 1988. Producido por Flood, el álbum fue grabado durante varias sesiones en el transcurso de cuatro meses en Berlín Oeste, donde la banda había trasladado su residencia en el momento de su publicación, y en Londres.

## Grabación
El álbum comienza con «The Mercy Seat», una canción interpretada a menudo en directo a partir de 1988 y versionada por Johnny Cash, una de las influencias musicales de Cave, en el álbum American III: Solitary Man (2000). «The Mercy Seat» fue publicado como sencillo en mayo de 1988 antes del lanzamiento del álbum, y «Deanna» fue publicado como segundo sencillo en septiembre.
Sobre la grabación de Tender Prey, Cave comentó: «Fue una pesadilla, ese disco. Es un reflejo de un grupo -particularmente yo mismo- que estaba simplemente componiendo canciones y no había una gran idea detrás. A veces alguien del grupo está ahí, a veces no. Escucho mala producción y malas interpretaciones también».
Desde su lanzamiento, Tender Prey obtuvo buenas reseñas de la prensa musical y entró en las listas de discos más vendidos de Reino Unido y Grecia. Sin embargo, no entró ni en las listas de su país natal y en la lista estadounidense Billboard 200. En octubre de 2010, el álbum fue incluido en el libro 100 Best Australian Albums junto a The Boatman's Call (1997).
En 2012, el álbum fue incluido en el Registro Nacional de Sonidos Grabados de Australia.

## Reediciones
El 29 de marzo de 2010, Mute Records reeditó una versión remasterizada de Tender Prey en formato D/DVD.

## Lista de canciones
Todas las canciones escritas y compuestas por Nick Cave excepto donde se anota. 
| N.º | Título                       | Duración |  |
| 1.  | «The Mercy Seat»             | 7:17     |  |
| 2.  | «Up Jumped the Devil»        | 5:16     |  |
| 3.  | «Deanna»                     | 3:45     |  |
| 4.  | «Watching Alice»             | 4:01     |  |
| 5.  | «Mercy»                      | 6:22     |  |
| 6.  | «City of Refuge»             | 4:48     |  |
| 7.  | «Slowly Goes the Night»      | 5:23     |  |
| 8.  | «Sunday's Slave»             | 3:40     |  |
| 9.  | «Sugar Sugar Sugar»          | 5:01     |  |
| 10. | «New Morning»                | 3:46     |  |
| 11. | «The Mercy Seat» (Video mix) | 5:03     |  |

## Personal
Nick Cave and the Bad Seeds
- Nick Cave: voz, órgano Hammond, armónica, piano, pandereta y vibráfono
- Mick Harvey: bajo, guitarra acústica, batería, percusión, xilófono, bajo, piano, órgano y coros
- Blixa Bargeld: guitarra, guitarra slide y coros
- Roland Wolf: piano, órgano y guitarra
- Kid Congo Powers: guitarra y coros
- Thomas Wydler: batería

Invitados
- Hugo Race: guitarra y coros
- Gini Ball: orquestación
- Audrey Riley: orquestación
- Chris Tombling: orquestación
- Ian Davis: coros